# Abraham Mok

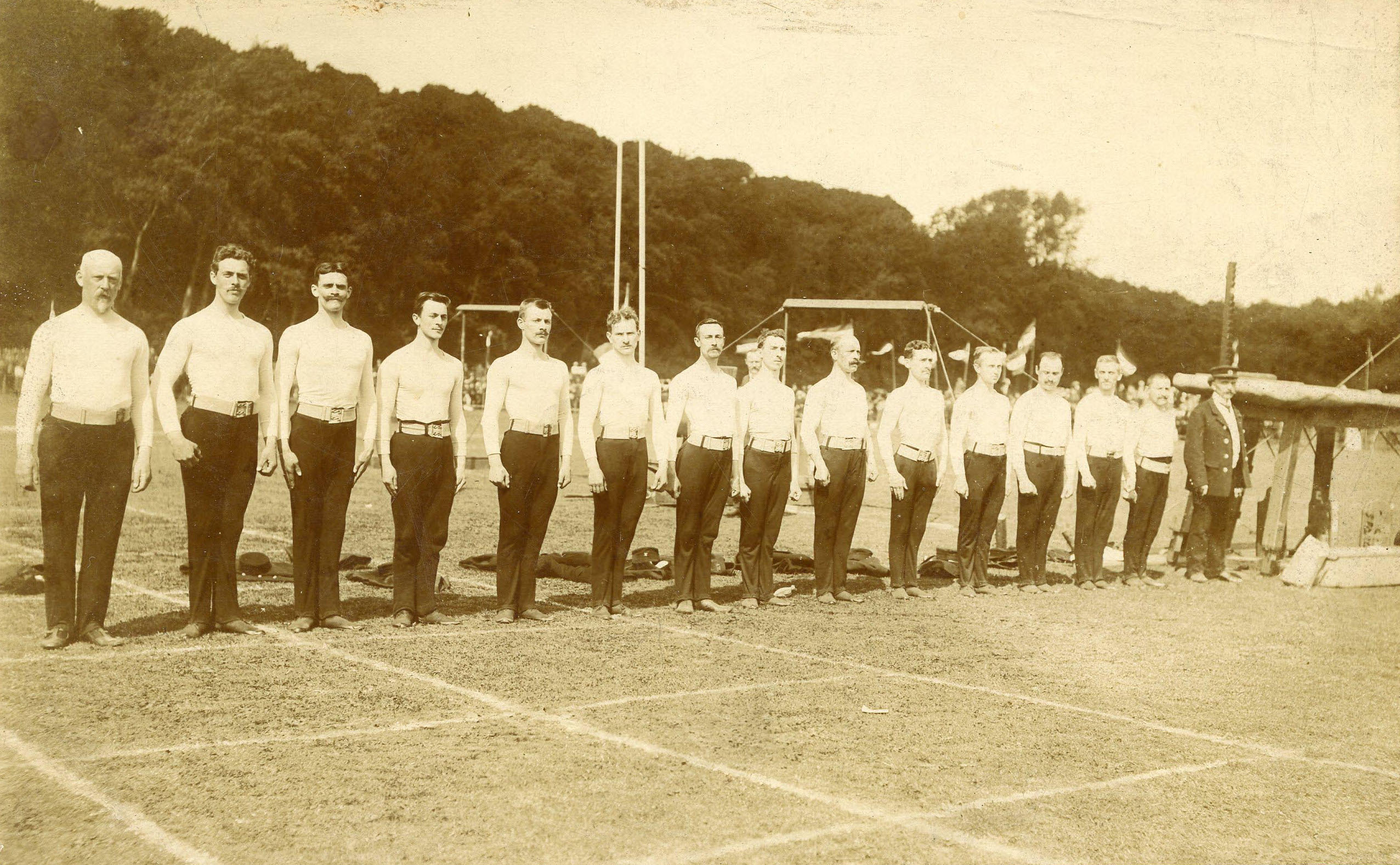
Nederlands turnteam op de Olympische Spelen 1908

Abraham Mok (Amsterdam, 15 mei 1888 - Auschwitz, 29 februari 1944) was een Nederlands gymnast.
Mok, die van joodse komaf was, was lid van gymnastiekvereniging Plato in Amsterdam. Hij nam deel aan de Olympische Zomerspelen 1908 in Londen. Mok kwam in de Tweede Wereldoorlog om in concentratiekamp Auschwitz.